# Religion in Hamburg
Die Einwohner der Stadt Hamburg sind mehrheitlich konfessionslos. Im Unterschied zu den Katholiken, die ihren Anteil an der Bevölkerung (vor allem durch Zuwanderung) gut halten können, verliert die evangelische Landeskirche in Hamburg kontinuierlich Kirchenmitglieder und Prozentanteile, dennoch ist mit fast 23 % der Einwohner der Gesamtbevölkerung (Stand 2021) Hamburgs größte christliche Glaubensgemeinschaft die Evangelisch-lutherische Kirche. Durch seine Stellung als wichtige Hafenstadt ist Hamburg schon lange offen für andere Konfessionen. Die ersten Aktivitäten von Methodisten werden urkundlich 1817 belegt. In Hamburg entstand 1834 die erste deutsche Baptistengemeinde. Die jüdische Gemeinde hat eine lange Tradition. Durch Immigration am Ende des 20. Jahrhunderts sind auch andere religiöse Traditionen, vor allem Muslime, in Hamburg ansässig geworden.

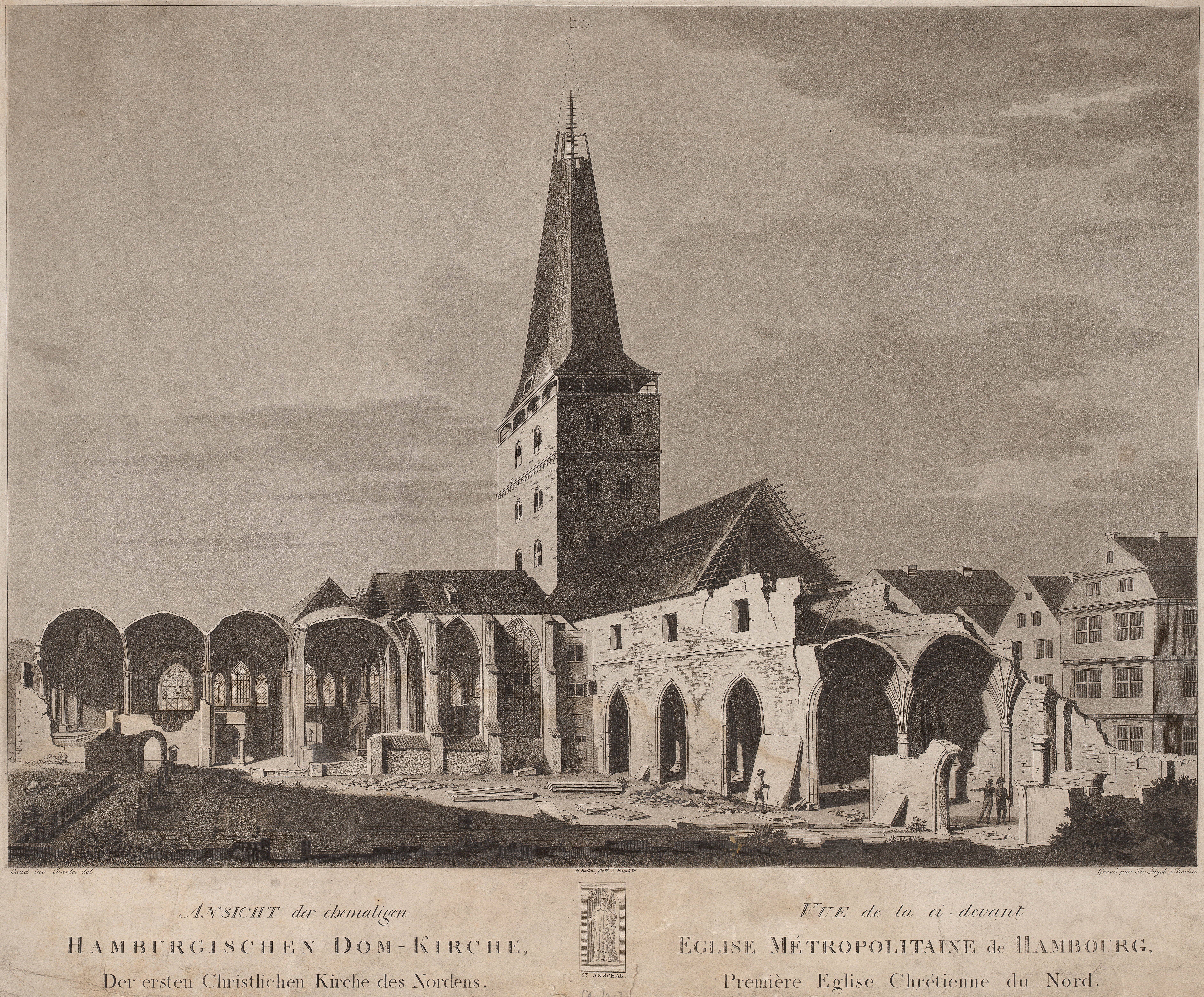
Ruine der Hamburgischen Dom-Kirche 1806

## Konfessionsstatistik
Am Stichtag 31. Dezember 2023 waren nach Recherchen der Forschungsgruppe Weltanschauungen in Deutschland 20 % der Einwohner der Stadt evangelisch, 8,3 % römisch-katholisch und 71,7 % waren konfessionsfrei oder gehörten einer sonstigen Religionsgemeinschaft an. Ende 2020 waren 23,6 % der Einwohner evangelisch, 9,4 % katholisch und 66,9 % gehörten entweder einer anderen oder keiner Glaubensgemeinschaft an. Die Zahl der Protestanten und Katholiken sank in den letzten Jahrzehnten. Bei der Volkszählung 2011 gaben 29,8 % der Einwohner an, evangelisch zu sein, 9,8 % römisch-katholisch und 60,4 % machten keine oder andere Angaben.

## Christentum
Die Stadt Hamburg gehörte anfangs zum Bistum Verden. Im Jahre 834 wurde Ansgar, Leiter der Klosterschule in Corvey, von Kaiser Ludwig dem Frommen zum Erzbischof mit Sitz in Hamburg ernannt. 845 wurde der Erzbischofssitz von Hamburg nach Bremen verlegt. Danach erfolgte von Bremen aus die Mission Norddeutschlands und ganz Nordeuropas. Das Erzbistum Bremen umfasste im 11. Jahrhundert ganz Norddeutschland, Dänemark, Schweden, Norwegen, Finnland, Island und Grönland.

### Evangelische Kirche

#### Reformation

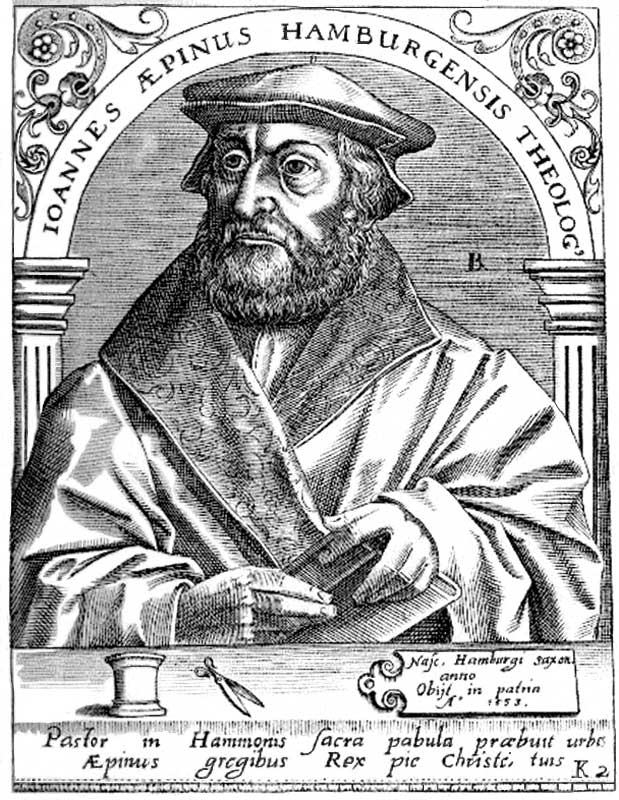
Johannes Aepinus Superintendent in Hamburg

Ab 1522 hielt die Reformation Einzug (erste evangelische Predigt durch Stephan Kempe). Seit 1526 war fast die gesamte Bürgerschaft, ab 1528 auch der Rat der Stadt vollständig vom lutherischen Bekenntnis überzeugt und 1529 führt die Freie Reichsstadt Hamburg unter Mitwirkung von Johannes Bugenhagen eine neue Kirchenordnung ein. Diese gilt als Geburtsstunde der Evangelisch-Lutherischen Kirche im Hamburgischen Staate. Sie war in den folgenden Jahrhunderten für das kirchliche Leben in Hamburg zuständig. Geleitet wurde die Kirche von einem Superintendenten, der bereits 1532 eingesetzt wurde. Die katholischen Klöster wurden aufgehoben und die Spitäler in evangelische Stiftungen umgewandelt. Nichtlutheraner konnten keine Bürgerrechte mehr erhalten. Auch das reformierte Bekenntnis wurde nicht geduldet. Daher gilt Hamburg bis heute als traditionell evangelisch-lutherisch geprägte Stadt.
Die Hamburger Stadtverfassung war auf das engste mit der Kirchenverfassung verbunden. So bildeten die Kirchspiele der vier, später fünf Hauptkirchen auch die politische Gliederung der Stadt, und die Pastoren wirkten bei der Schulaufsicht mit. Der Hamburger Dom unterstand weiter dem Domkapitel mit Bindung an das Bistum Bremen. Er nahm die Reformation bis 1561 an und blieb bis zum Reichsdeputationshauptschluss exterritorial. Er gehörte nicht zur Hamburger Stadtkirche.

#### Neuzeit
Andere Konfessionen konnten ihre Gottesdienste lange Zeit nur im benachbarten holsteinischen Altona abhalten. Bereits 1601 gründete sich hier unter dem Schutz des Grafen Ernst von Holstein-Schaumburg die noch heute bestehende Mennonitengemeinde Altona. Ein Jahr später folgte die Reformierte Gemeinde. 1658 gestattete der dänische König Friedrich III. in seiner Eigenschaft als holsteinischer Herzog auch den Bau einer katholischen Kirche, aus der die noch heute bestehende St.-Josephs-Kirche hervorging. Die Straßennamen Kleine und Große Freiheit erinnern noch heute an die Handels- und Glaubensfreiheit in Altona. In Hamburg selber erlaubte der Rat der Stadt erst 1785, in privaten Bereichen auch nicht-lutherische Gottesdienste zu halten. Doch konnte sich bereits seit dem 17. Jahrhundert im Schutze des holländischen Gesandten eine kleine reformierte Gemeinde etablieren, die ab 1710 auch einen ständigen Geistlichen hatte. 1744 entstand eine französisch-reformierte Gemeinde.
Der Anschluss an Frankreich 1811 brachte grundsätzlich die unbegrenzte Religionsfreiheit. Das Gewicht der Katholiken wurde gestärkt. Der Staat trat allen zugelassenen Glaubensgemeinschaften in betonter Neutralität gegenübertreten. Nach dem Ende der Napoleonischen Kriege wurde die Gleichheit der Bürger vor dem Gesetz allerdings wieder abgeschafft.
Eine vollständige Gleichstellung aller Konfessionen konnte jedoch erst im 19. Jahrhundert erreicht werden. Damals entstand auch wieder eine katholische Gemeinde, die 1811 bzw. 1824 die kleine Michaeliskirche zur Nutzung erhielt.

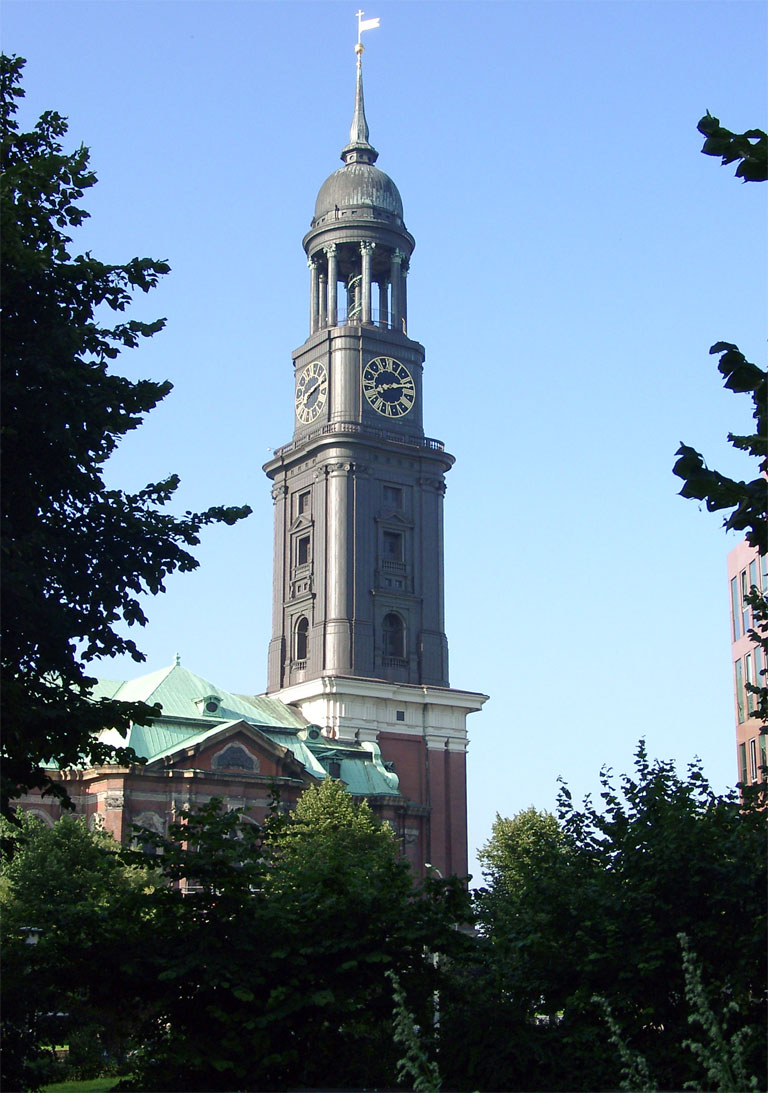
Der „Kleine Michel“ von Osten mit dem Turm des „Großen Michel“

Die Verwaltung der Evangelisch-Lutherischen Kirche im Hamburgischen Staate oblag bis 1918 dem Senat als Kollegium. Geistliche Leiter waren zunächst Superintendenten. Seit Ende 16. Jahrhundert wurde das Amt nicht wieder besetzt und die Leitung der Kirche lag bei den Pastoren der Hauptkirchen, der rangälteste führte den Titel „Senior“. 1923 erhielt die Kirche eine neue Verfassung, welche die Kirchenverfassungen von 1870 und 1896 bzw. die Notverordnung von 1919 ablöste. An der Spitze der Hamburgischen Kirche stand fortan der von der Landessynode aus der Reihe der Hauptpastoren (die Pastoren der Hauptkirchen St. Petri, St. Nikolai, St. Katharinen, St. Jacobi und St. Michaelis) gewählte „Senior“, der ab 1933 den Titel „Landesbischof“ erhielt. Spätestens seit 1938, als die Stadt Hamburg durch das Groß-Hamburg-Gesetz erheblich vergrößert wurde, war das Kirchengebiet nicht mehr mit dem Staatsgebiet identisch. Doch dauerte es noch fast 40 Jahre, bis diese Situation wieder ausgeglichen wurde. Denn 1977 schloss sich die Evangelisch-Lutherische Kirche im Hamburgischen Staate mit anderen Landeskirchen auf dem Gebiet Schleswig-Holsteins zur Nordelbischen Evangelisch-Lutherischen Kirche zusammen. Hier wurde Hamburg Sitz einer der drei Sprengel (Bischofsbezirke), der sich in die Kirchenkreise Alt-Hamburg, Altona, Blankenese, Harburg, Niendorf und Stormarn gliedert und somit alle protestantischen Kirchengemeinden der heutigen Stadt Hamburg umfasst, sofern es sich nicht um Gemeinden der Selbständigen Evangelisch-Lutherischen Kirche, der Evangelisch-reformierten Kirche oder der evangelischen Freikirchen handelt. Neben den bereits genannten Kirchen bestehen in der Neustadt die evangelisch-lutherischen Seemannskirchen der nordischen Länder Dänemark, Norwegen, Schweden und Finnland sowie die Englische Kirche am Zeughausmarkt.
- Siehe auch: Deutscher Evangelischer Kirchentag 2013.

Bereits 1953, 1981 und 1995 waren evangelische Kirchentage in Hamburg zu Gast.

#### Evangelisch-reformierte Kirchen
Im 16. Jahrhundert kamen die ersten reformierten Christen nach Hamburg. Es waren vor allem Flamen, Wallonen und Holländer, die aus den vereinigten Niederlanden vor der Schreckensherrschaft des Herzogs von Alba flohen. Aus Frankreich kamen die sogenannten Hugenotten hinzu. Eine freie Religionsausübung war in den ersten Jahren im lutherischen Hamburg kaum möglich. Die erste reformierte Gemeinde musste daher im holsteinischen, damals noch zum dänischen Gesamtstaat gehörenden Altona gegründet werden, wo 1602 die Glaubensfreiheit eingeführt wurde. Gepredigt wurde damals sowohl in Deutsch, Holländisch und Französisch. Erst 1785, im Zeitalter der Aufklärung, bekamen die Reformierten auch im eigentlichen Hamburg das umfassende Recht der freien Religionsausübung. Die deutschen und französischen reformierten Gemeinden in Hamburg und Altona schlossen sich 1976 zur Evangelisch-Reformierten Kirche in Hamburg zusammen, welche dem Bund Evangelisch-reformierter Kirchen Deutschlands angehört und in den Stadtteilen Altstadt und Altona-Altstadt über Kirchen und über eine zusätzliche Gottesdienststätte im der Kirche gehörenden Altenhof (einem Alten- und Pflegeheim) im Winterhuder Weg in Barmbek-Süd verfügt.

### Katholische Kirche

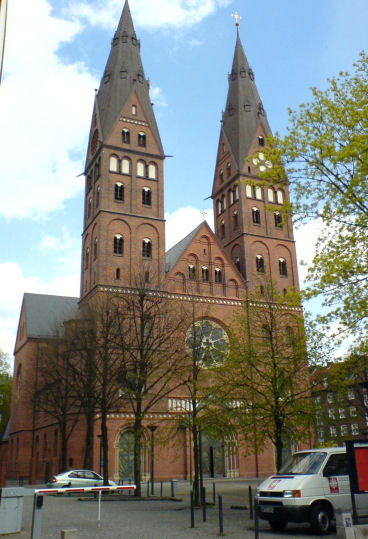
St. Marien-Dom (Hamburg)

Die letzten katholischen Geistlichen Hamburgs, die Domkapitularen, mussten ihre örtliche Tätigkeit am 15. August 1529 einstellen, als die Domkirche auf Senatsbeschluss wegen Unruhen geschlossen wurde.
Ende des 16. Jahrhunderts erhielt der Florentiner Alexander della Roccha erstmals von Graf Adolf XI. die Genehmigung, in Altona einen katholischen Gottesdienst halten zu lassen. Dieser Messstandort sollte auch fortbestehen bis zur Erbauung der St.-Joseph-Kirche an selbigem Ort. Am 29. Juni 1623 kam es bei dieser Kapelle zu Altona zu einem Terroranschlag während der Messe, bei welchem bewaffnete Reiter drei Messbesucher töteten, 26 weitere verletzten und das Gebäude verwüsteten.
Im Verlauf des 17. Jahrhunderts wurde den Botschaftern des Kaisers des Heiligen Römischen Reich und der Könige von Frankreich in ihren Botschaften erlaubt, für sich und ihre Angehörigen Messen zelebrieren zu lassen. Diese aber ließen, ungeachtet der Missbilligung des Senats, die Hamburger Öffentlichkeit zu diesen Messen zu, wo unter der Verwaltung von Missionaren der Jesuiten die Seelsorge stattfand. Aufgrund der diplomatischen Illegalität dieser Missionstätigkeit ließ der Senat häufig, wenn der zuständige Botschafter außerhalb Hamburgs war, diese Botschaftskapellen schließen, wobei er deren stetige Wiedereröffnung bei Rückkehr derselben dulden musste. Diese Botschaftskapellen blieben den Katholiken so lange erhalten, bis sie den kleinen Michel erhielten.
Die im 19. Jahrhundert zugezogenen Katholiken befanden sich in der Diaspora (Apostolisches Vikariat der Nordischen Missionen). Seit Anfang des 19. Jahrhunderts war der „kleine Michel“ die katholische Kirche in Hamburg, 1893 wurde die Kirche St. Marien (jetzt Domkirche) geweiht. Die Jurisdiktion dieses Gebiets wurde 1841 dem Bistum Osnabrück unterstellt. 1868 gehörte es zur Norddeutschen Mission und 1930 wurden diese Gebiete formell dem Bistum Osnabrück angegliedert, das seinerzeit zur Kirchenprovinz Köln gehörte. Im Zuge der Wiedervereinigung beider deutscher Staaten wurden auch die kirchlichen Strukturen neu geordnet und 1993 das neue Erzbistum Hamburg eingerichtet, dessen Gebiet die Länder Hamburg und Schleswig-Holstein, sowie den Landesteil Mecklenburg des Landes Mecklenburg-Vorpommern umfasst. Die faktische Errichtung erfolgte am 7. Januar 1995. Dem Erzbistum Hamburg wurden die Bistümer Osnabrück und Hildesheim als Suffragane zugeordnet. Die Pfarrgemeinden der Stadt Hamburg gehören zu den Dekanaten Altona, Harburg, Hamburg-Mitte, Hamburg-Nord und Wandsbek. Nach den Ergebnissen der Volkszählung Zensus lebten am 9. Mai 2011 167.576 Katholiken in Hamburg. Die Kirchliche Statistik des Erzbistums Hamburg und der Deutschen Bischofskonferenz gibt diese Zahl zum 31. Dezember 2022 mit 163.756 Katholiken an (8,7 % der Gesamtbevölkerung in Hamburg).

### Anglikaner und Alt-Katholiken
Bereits 1612 wurde den Anglikanern in Hamburg als erste nicht-lutherische Glaubensgemeinschaft das Recht auf freie Religionsausübung zugestanden. Von 1826 bis 1891 befand sich die englische-reformierte Kirche am Johannisbollwerk. Die anglikanische St.-Thomas-a-Beckett-Kirche am Zeughausmarkt in der Neustadt wurde 1836/38 errichtet.
Darüber hinaus existiert eine Gemeinde der Alt-katholischen Kirche, die seit 1931 mit den Kirchen der Anglican Communion in voller Kirchengemeinschaft steht. Sie feiert ihre Gottesdienste in der Evangelischen Hauptkirche Altona, St. Trinitatis.

### Apostolische Gemeinschaften

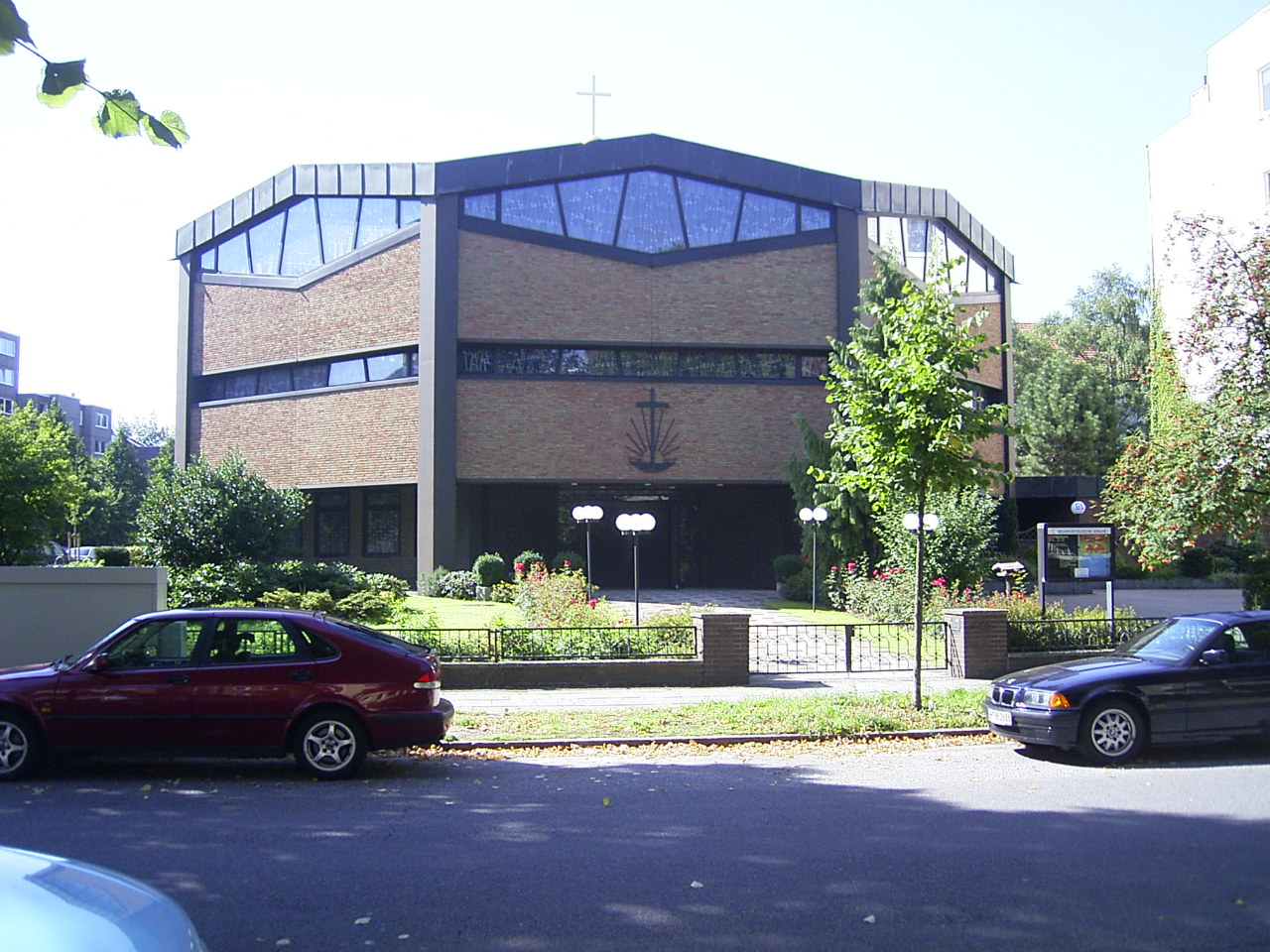
Neuapostolische Kirche in Hamburg-Borgfelde (2006)

Aufgrund von Auffassungsverschiedenheiten bezüglich der Kirchenlehren kam es 1863 zu einem Schisma in der Katholisch-Apostolischen Gemeinde zu Hamburg, in dessen Folge ein Großteil der Mitglieder dieser Gemeinde aus der Kirche exkommuniziert wurde. Sie schlossen sich der nachfolgenden Zeit zur Allgemeinen Apostolischen Gemeinde zusammen, aus der sich dann (ab etwa 1878) die erste Gemeinde der Neuapostolischen Kirche (NAK) entwickelte. Hamburg gilt seitdem als Ursprungsort der Neuapostolischen Kirche, deren älteste Gemeinde befindet sich seit 1863 in Hamburg-Borgfelde. Am 4. Mai 1925 wurde die Kirche vom Hamburger Senat Körperschaft des öffentlichen Rechts anerkannt.
Heute gehören die Gemeinden der NAK in Hamburg organisatorisch zur Gebietskirche Norddeutschland. Im Bereich Hamburg existieren 37 Gemeinden (in 4 Bezirken), in denen sich etwa 11.000 Mitglieder zum neuapostolischen Glauben bekennen.

### Freikirchen

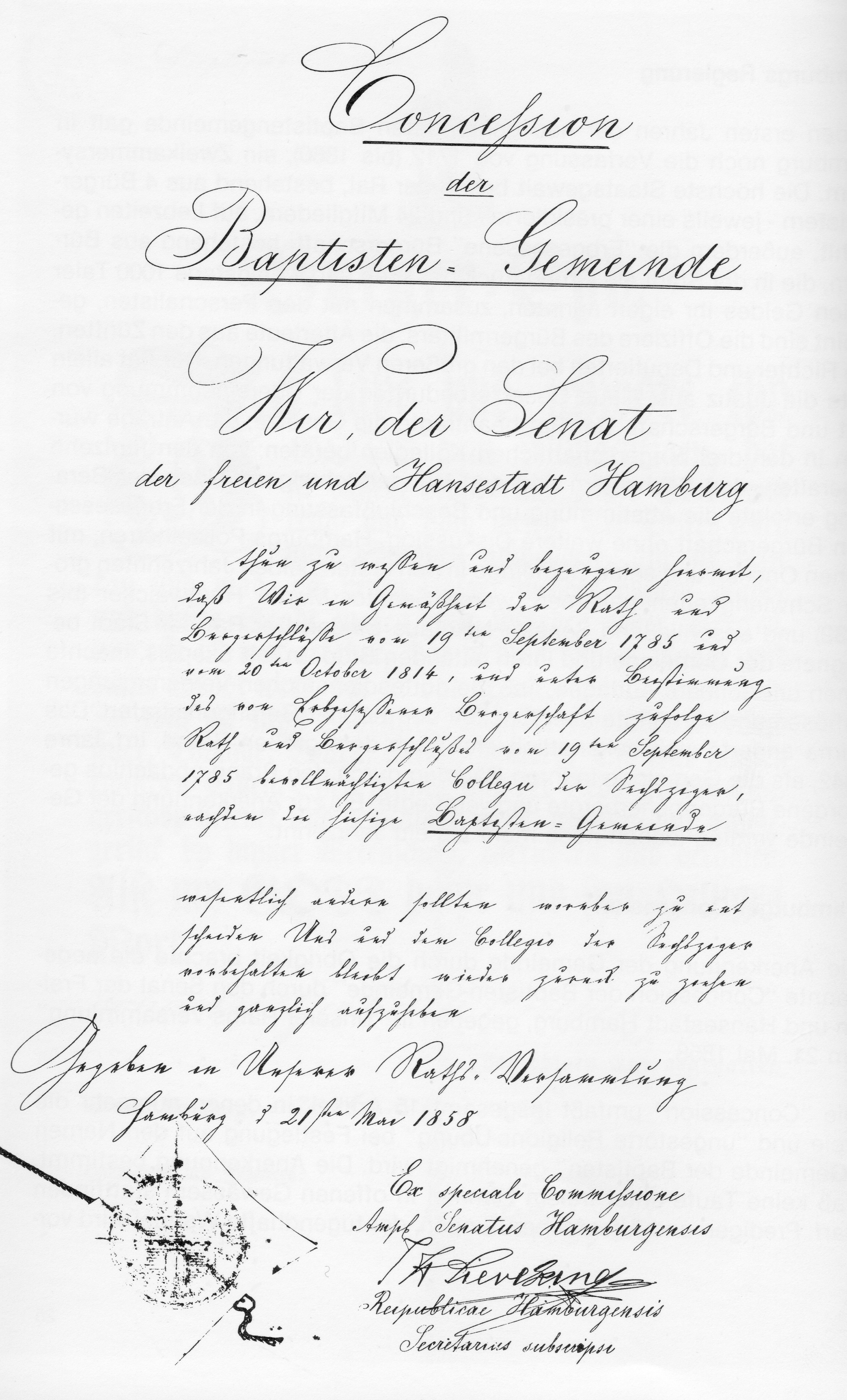
Concession des Hamburger Senats (1858) für die Baptisten

#### Baptisten
1834 entstand in Hamburg die erste deutsche Baptistengemeinde. Sie wurde von Johann Gerhard Oncken gegründet und war Keimzelle der meisten kontinentaleuropäischen Baptistenkirchen. 1858 erhielt sie kraft einer Concession ihre offizielle Anerkennung durch den Hamburger Senat. Seit 1942 sind die deutschen Baptisten im Bund Evangelisch-Freikirchlicher Gemeinden in Deutschland zusammengeschlossen.
1880 nahm in Hamburg das Predigerseminar der deutschen Baptisten seinen Lehrbetrieb auf. Zunächst war es in der im II. Weltkrieg zerstörten Missionskapelle an der Böhmkenstraße untergebracht. Von 1888 bis 1997 hatte die theologische Ausbildungsstätte in Hamburg-Horn ihren Standort. Danach erfolgte der Umzug nach Wustermark-Elstal. Heute arbeiten in Hamburg fünfzehn Evangelisch-Freikirchliche Gemeinden (Baptisten). Mit der Freikirche verbunden sind auch eine Reihe diakonischer Werke und Einrichtungen, darunter das Albertinen-Krankenhaus in Schnelsen und die Tabea-Diakonie in Blankenese.

#### Evangelisch-methodistische Kirche
Das erste heute bekannte Dokument berichtet 1817 von Methodisten, die mit englischen Kaufleuten nach Hamburg gekommen waren.
1828 erschien in Hamburg bei der Herold’schen Buchhandlung erstmals eine umfassende Darstellung des Methodismus in deutscher Sprache, eine Übersetzung des 2-bändigen Werks John Wesley´s Leben von Robert Southey.

#### Mennoniten
Die ersten Mennoniten kamen 1575 als Flüchtlinge aus den damals katholischen südlichen Niederlanden nach Hamburg. 1601 erlaubte ihnen Graf Ernst von Schauenburg die Gründung einer Gemeinde und den Bau einer Kirche in Altona. Bis ins Jahr 1795 wurde noch auf Holländisch gepredigt. Gemeindehaus der Hamburger Mennoniten ist seit 1915 die Mennonitenkirche an der Mennonitenstraße in Altona-Nord.

#### Pfingstkirchen und Charismatische Bewegung
Die Pfingstkirche ist als christliche Bewegung ein Teil der Pfingstbewegung, welche um 1907 über den Hamburger Stadtmissionar Emil Meyer nach Norddeutschland kam. Im Bund Freikirchlicher Pfingstgemeinden (BFP) sind bundesweit derzeit mehr als 940 lokale Gemeinden zusammengeschlossen, von denen sich zahlreiche auch im Hamburger Stadtgebiet befinden. Die Christengemeinde Elim in Hamburg ist die größte Gemeinde dieses Bundes.
| Gemeinden im BFP | Weitere Gemeinden |
| --- | --- |
| - Christengemeinde Elim (Barmbek) - Christliche Gemeinde – CCOM (Bergedorf) - Christengemeinde Arche Alstertal (Wellingsbüttel) - Church of Pentecost - Koreanische Freie Christengemeinde Hoffnung - Persische Gemeinde Alpha und Omega Int. - Pfingstgemeinde Hamburg - Christus Centrum Harburg | - Anskar-Kirche (Mitte, West) - Vineyard-Gemeinde (Altona, Bergedorf, Harburg) - ICF Hamburg - Freie Gemeinde Neugraben - Christus-Gemeinde (Barmbek-Nord, Barmbek-Süd) |

#### Jesus Freaks
Die Jesus Freaks, eine Freikirche der christlichen Jugendbewegung, haben ihren Geburtsort in Hamburg.

### Interdenominationelles Christentum
Die Evangelische Allianz Hamburg ist eine Gemeinschaft von Christen aus Gemeinden und Werken in Hamburg und Umgebung. Vorsitzender der EAH ist Pastor Matthias C. Wolff.
Gemeinsam für Hamburg (GfH), eine Initiative der Evangelischen Allianz Hamburg, veranstaltete am 6. Oktober 2007 im CCH erstmals einen Jesus-Tag, eine Messe für christliche Gemeinden und Werke.

#### Kirchen in der ACKH
In der ACKH (Arbeitsgemeinschaft Christlicher Kirchen in Hamburg) sind ein Großteil der Kirchen und Freikirchen zusammengeschlossen.
Mitglieder der ACKH sind:
| - African Christian Council - Anglikanische Kirche - Armenisch-Apostolische Orthodoxe Kirche - Äthiopisch-Orthodoxe Kirche in Deutschland - Die Heilsarmee - Erzbistum Hamburg - Evangelisch-methodistische Kirche - Evangelisch-reformierte Kirche Hamburg - Finnische Seemannsmission in Hamburg - Griechisch-Orthodoxe Metropolie Hl. Nikolaos Hamburg - Katholische Pfarrgemeinde der Alt-Katholiken Hamburg - Herrnhuter Brüdergemeine | - Indonesische Christliche Gemeinschaft PERKI-KKI - Koptische Orthodoxe Kirche - Mennonitengemeinde zu Hamburg und Altona - Nordelbische Evangelisch-Lutherische Kirche - Rumänisch-Orthodoxe Kirche im Ausland - Russisch-Orthodoxe Kirchengemeinde Hl. Johannes v. Kronstadt e. V. Patriarchat von Moskau - Schwedische Seemannskirche - Serbisch-Orthodoxe Kirchengemeinde in Hamburg - Syrisch-Orthodoxe Kirche von Antiochien - Ukrainisch-Katholische Kirche in Hamburg - Verband Evangelisch-Freikirchlicher Gemeinden in Hamburg (Baptisten) |

Gaststatus haben folgende Kirchen, Freikirchen bzw. religiöse Gemeinschaften:
| - Bund Freikirchlicher Pfingstgemeinden (CG Elim) - Stiftung Freie evangelische Gemeinde in Norddeutschland (Stiftung Elim) - Freikirchlich Evangelische Gemeinden im Mülheimer Verband (Christusgemeinde) - Gemeinschaft der Siebenten-Tags-Adventisten - Koreanische Evangelische Gemeinde e. V. | - Religiöse Gesellschaft der Freunde (Quäker) - Russische Orthodoxe Kirche im Ausland (Hl. Prokopius in Hamburg) - Selbständige Evangelisch-Lutherische Kirche (SELK) - Vineyard Christliche Gemeinde e. V. |

Darüber hinaus genießt der Ökumenische Jugendrat Hamburg (ÖJR) Beobachterstatus innerhalb der ACKH.

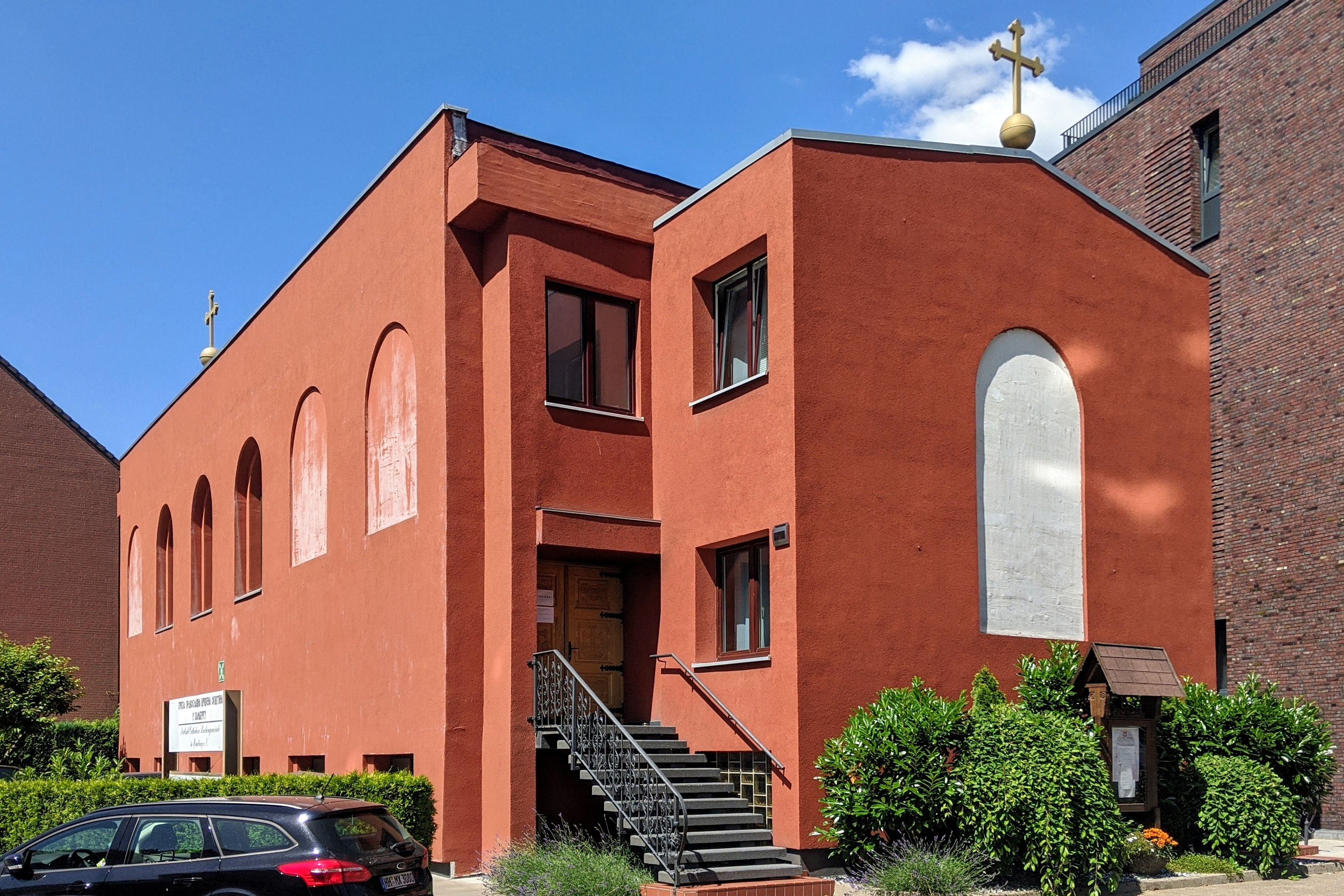
Erzengel-Michael-Kirche in Hamburg-Eilbek, serbisch-orthodox

Siehe auch: Freikirche und Vereinigung Evangelischer Freikirchen (VEF)

### Sonstige
Neben all den genannten Glaubensgemeinschaften gibt es weitere der christlichen Tradition zugehörige Gruppierungen in Hamburg, so etwa
- die Apostolische Gemeinschaft,
- die Christengemeinschaft,
- die Christliche Wissenschaft (Christian Science) und
- Die Gemeinde in Hamburg e. V.

Jehovas Zeugen sind mit 27 deutschsprachigen und 22 fremdsprachigen Gemeinden vertreten.

## Judentum
Jüdisches Leben in Hamburg, Wandsbek und Altona

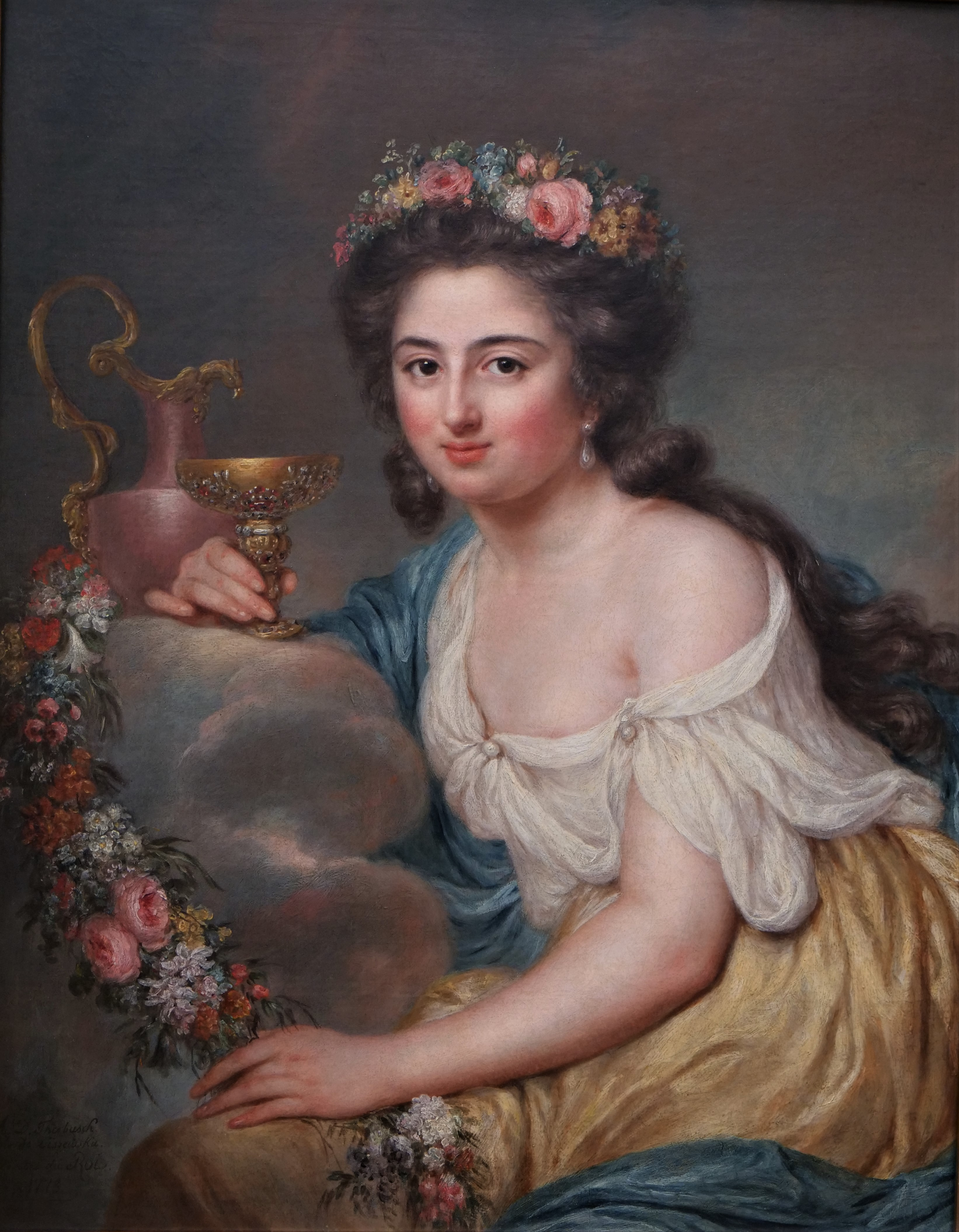
Die Salonnière Henriette Herz, Gemälde von Anna Dorothea Therbusch, 1778

Ursache der Emigration der portugiesischen Sephardim nach Hamburg war der wirtschaftliche und politische Niedergang Antwerpens. Antwerpen wurde damals spanisch-katholisch und dies veranlasste die Anusim, zu den anderen großen Handelszentren überzusiedeln, wie z. B. nach London, Amsterdam und Hamburg.
Um das Jahr 1577 siedelten sich erstmals portugiesischen Juden an, die jedoch als Christen angesehen wurden und schlicht als die Portugiesen bezeichnet wurden. Darunter waren der Gewürzhändler Ferdinand Dias, der Kaufmann Emanuel Alvares, der Makler Adrian Gonzalves und der Zuckerimporteur Diego Gomes. Ein bekannter Portugiese war Rodrigo de Castro (1566–1628), Arzt und Philosoph aus Lissabon, der ab 1594 in Hamburg lebte und auch verstarb. Er bekämpfte erfolgreich die Hamburger Pest von 1596 und gewann große Sympathien unter den Hamburgern, er durfte ausnahmsweise ein Haus in der Altstadt erwerben. Die bis auf den heutigen Tag in Hamburg ansässige Familie de Castro hat nicht nur bedeutende Ärzte hervorgebracht, Benedict de Castro, der Sohn von Rodrigo de Castro war ein gesuchter Leibarzt an den europäischen Fürstenhöfen. Der 1943 in Theresienstadt umgekommene Alfonso de Castro war Tropenmediziner, wie sein Sohn Hans, der Dachau überlebte, während sein Sohn Alfonso (* 1932) in Hamburg bis 2000 praktizierender Zahnarzt war. Glikl bas Judah Leib, die erste Frau Deutschlands, die eine Autobiografie schrieb, gehörte zur sephardischen Gemeinde Hamburgs. Die literarisch interessierte Rahel Namias de Castro (1793–1871), Tochter von Abraham Namias de Castro (1751–1818), der eine Tabakmanufaktur in Altona betrieb, stand in regem Briefkontakt mit Rahel Varnhagen und Bettina von Arnim. Und Henriette Herz, Tochter des Hamburger Arztes Benjamin de Lemos (1711–1789), Dichter, Philosoph und ab 1760 Direktor des Jüdischen Krankenhauses Berlins, begründete die Berliner Salonkultur. Andere bekannte Portugiesen waren Boccario Rosales, Astronom; Joseph Frances, Dichter; Moses Gideon Abudiente, Grammatiker; Benjamin Mussafia (1606–1675), Philosoph, Philologe und Leibarzt von König Christian IV. von Dänemark.
Lediglich sieben jüdische Familien und zwei ledige jüdische Junggesellen wurden vom Hamburger Senat rechtmäßig als Juden und nicht nur als Portugiesen anerkannt. Im Jahre 1616 gab es bereits 116 portugiesische Juden in Hamburg. Der Rat der Stadt Hamburg widersetzte sich erfolgreich der Forderung, die Portugiesen zu vertreiben. Kurz darauf gibt es auch die erste jüdische Bank in Hamburg. Im Jahre 1619 wird die Bank von Hamburg gegründet.

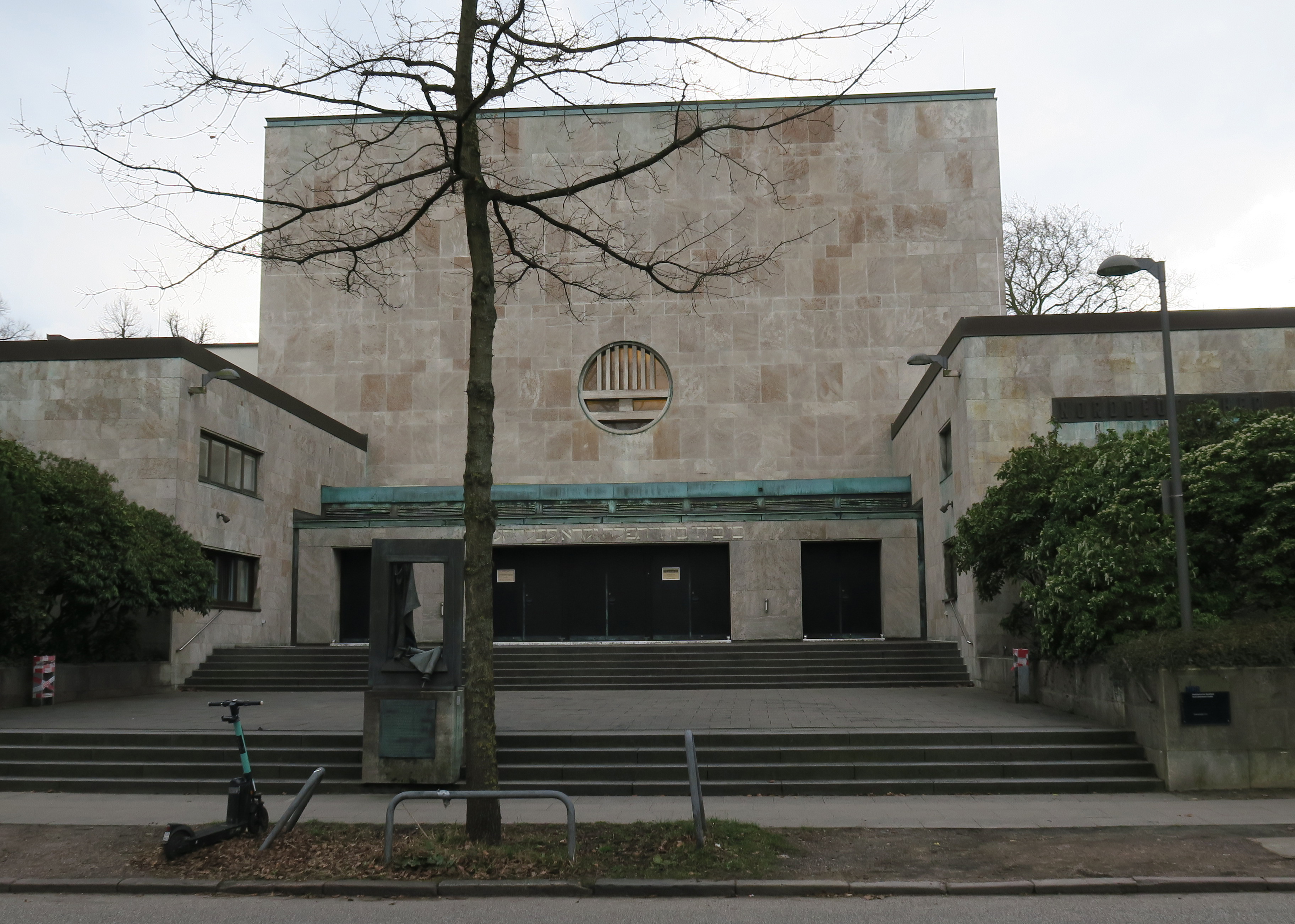
Der ehemalige reformjüdische Tempel in der Oberstraße beherbergt heute das Rolf-Liebermann-Studio des NDR.

1612 wurde ein Zwei-Jahres-Vertrag zwischen der jüdischen Gemeinde und dem Senat geschlossen, d. h. es müssen mehr als nur sieben Familien dort gewesen sein. Gegen eine Zahlung von 1000 Mark jährlich wurde auch die Niederlassung gewährt. Zwar existierte damit eine Art Niederlassungsfreiheit, aber noch nicht die Freiheit der Religionsausübung. 1649 kommt die Verordnung, dass die Anusim als Einwohner fremder Nationen nicht zu beleidigen sind. Die Handelsfreiheit war ihnen gestattet, aber weder Beschneidung, noch Synagoge, noch ein jüdischer Friedhof waren erlaubt. Im Jahr 1663 zählte die sephardische Gemeinde, die einzig anerkannte jüdische Gemeinde in Hamburg, etwa 120 Familien, etwa 660 Menschen. Viele waren Diplomaten im auswärtigen Dienst: Daniel Abensur († 1711) war Konsul des Königs von Polen in Hamburg; Duarte Nunes da Costa alias Jacob Curiel († 1664) und Nuñez da Costa waren Konsul für den König von Portugal in Hamburg. Diego (Abraham) Texeira († 1666) und sein Sohn Manuel (Isaac) Texeira, die Vermögensverwalter der Königin Christina von Schweden waren, hatten auch das gleiche Amt inne. Manuel war Resident der Königin Christina in Hamburg. Abraham Senior Teixeira unterstützte die Wirtschaft in Hamburg und schützte die Anusim vor den Pamphleten eines Lutheraners. Er verhalf den portugiesischen Juden auch dazu, 1649 als Gemeinde (Beth El) anerkannt zu werden. Teixeira wurde 1657 in den Vorstand der Gemeinde gewählt und war ihr größter Beitragszahler – 1658 zahlte er allein mehr als ein Fünftel der Gemeindebeiträge, 660 von 3106 Mark. Er machte auch mehrfach wertvolle Schenkungen an die Gemeinde und gab Geld zum Ankauf eines Grundstücks zur Errichtung einer Synagoge. Sein Sohn Isaac Teixeira stiftete die Kupferplatten, die zum Decken des Turms von St. Michaelis, Hamburgs Wahrzeichen, dienten. Jacob Sasportas lehrte von 1666 bis 1672 an einer Talmudhochschule, die von Manuel Texeira gegründet worden ist.
Im 17. Jahrhundert ließen sich auch aschkenasische Juden in Hamburg nieder. 1648 flüchteten Juden aus Altona vor schwedischen Angriffen nach Hamburg, worauf sich die drei Gemeinden in Hamburg, Wandsbek und Altona zusammenschlossen. Die älteste Hamburger Synagoge wurde 1654 errichtet, sie bestand bis 1859 am Neuen Steinweg. 1712 wurde auf dem Grindel ein jüdischer Friedhof errichtet, der bis 1883 genutzt und 1937 aufgehoben wurde. Die endgültige Emanzipation der Juden erfolgte im Jahre 1849.
Noch am 14. März 1935 wurde die „Esnoga der Portugiesisch-Jüdischen Gemeinde Bet Jisrael zu Hamburg“, in Harvestehude, Innocentiastraße 37, eingeweiht. Im Mai 1938, bei der 2. Konferenz des Weltbundes der sephardischen Gemeinden, brachte das Direktorium der Portugiesisch-Jüdischen Gemeinde den Antrag: „… wenn möglich die Mitglieder der Portugiesisch-Jüdischen Gemeinde Hamburgs in ihrer Gesamtheit zur Auswanderung zu bringen und in einer geeigneten Kolonie wieder anzusiedeln.“ Der Plan misslang, wie die vielen portugiesischen Namen in den Deportationslisten der Nationalsozialisten belegen.

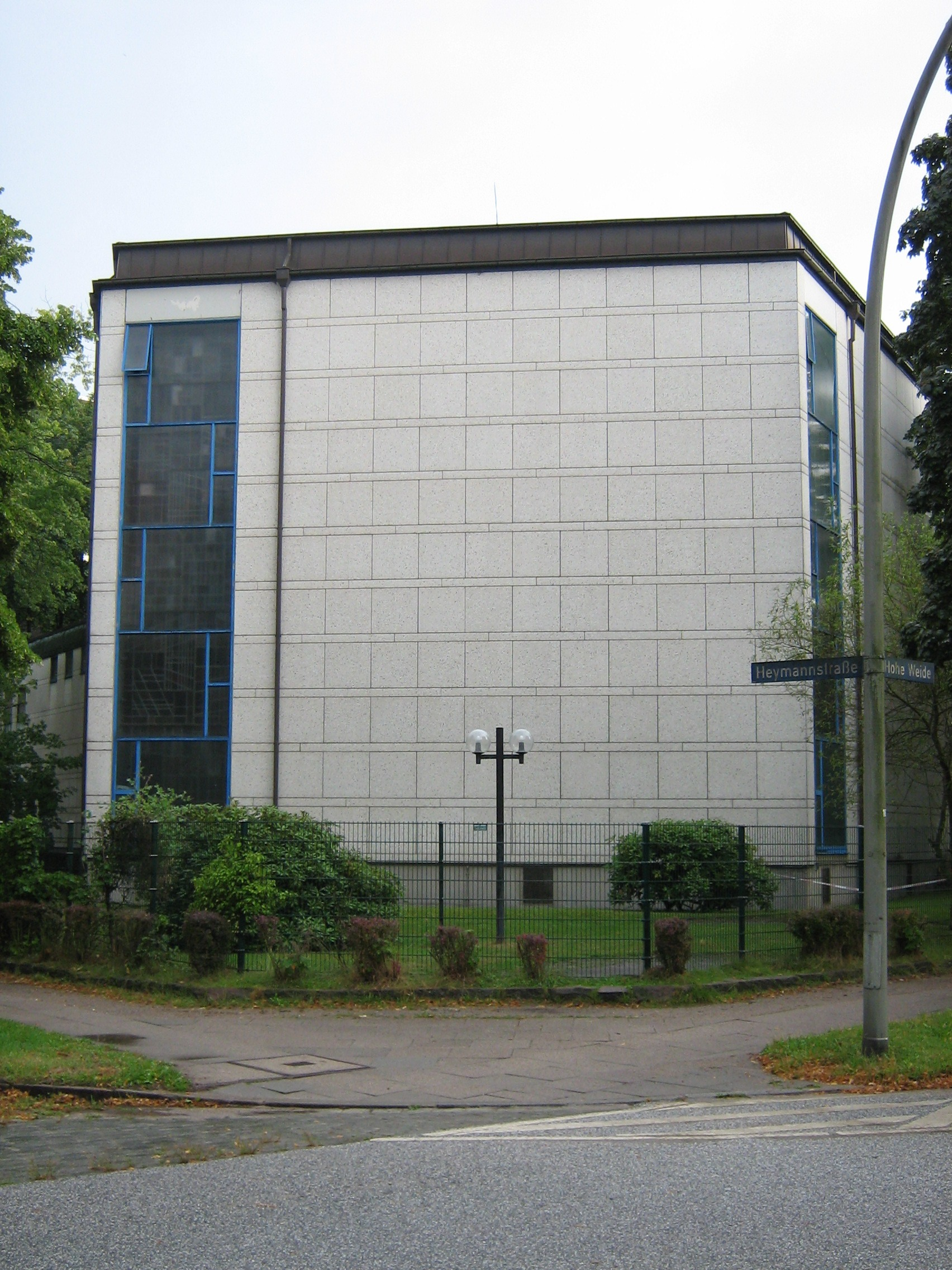
Synagoge Hohe Weide

Von 1937 bis 1941 amtierte Joseph Carlebach als Oberrabbiner von Hamburg. Er wurde 1942 mit seiner Familie von den Nazis ermordet, zusammen mit 8.000 weiteren Hamburger Juden. In der Reichspogromnacht 1938 wurden auch Hamburger Synagogen zerstört. Zu den wenigen sephardischen Juden, die nach der Shoa nach Hamburg zurückkehrten, gehörte der SPD-Politiker Herbert Pardo.
1945 wurde eine neue Jüdische Gemeinde in Hamburg gegründet, 1960 die Synagoge Hohe Weide eingeweiht. Heute gibt es in der Jüdischen Gemeinde Hamburg, wie an den meisten Orten in Deutschland, zahlreiche Zuwanderer aus der ehemaligen Sowjetunion. 2004 wurde die Liberale Jüdische Gemeinde Hamburg gegründet, sie zählte im Jahr 2005 etwa 100 Mitglieder. Seit August 2007 gibt es wieder eine Jüdische Schule in Hamburg. Seit Januar 2008 ist auch das konservative Judentum wieder in Hamburg vertreten. Die anfängliche Masorti Chavura entwickelte sich schnell weiter und ist seit März 2009 offiziell als Gemeinde registriert (Kehilat Beit Shira – Jüdische Masorti Gemeinde Hamburg).
Siehe auch:
- Eimsbüttel und Grindel – Zentrum jüdischen Lebens in Hamburg
- Joseph Carlebach
- Bornplatzsynagoge
- Großneumarkt
- Portugaleser
- Museum für Hamburgische Geschichte

## Islam

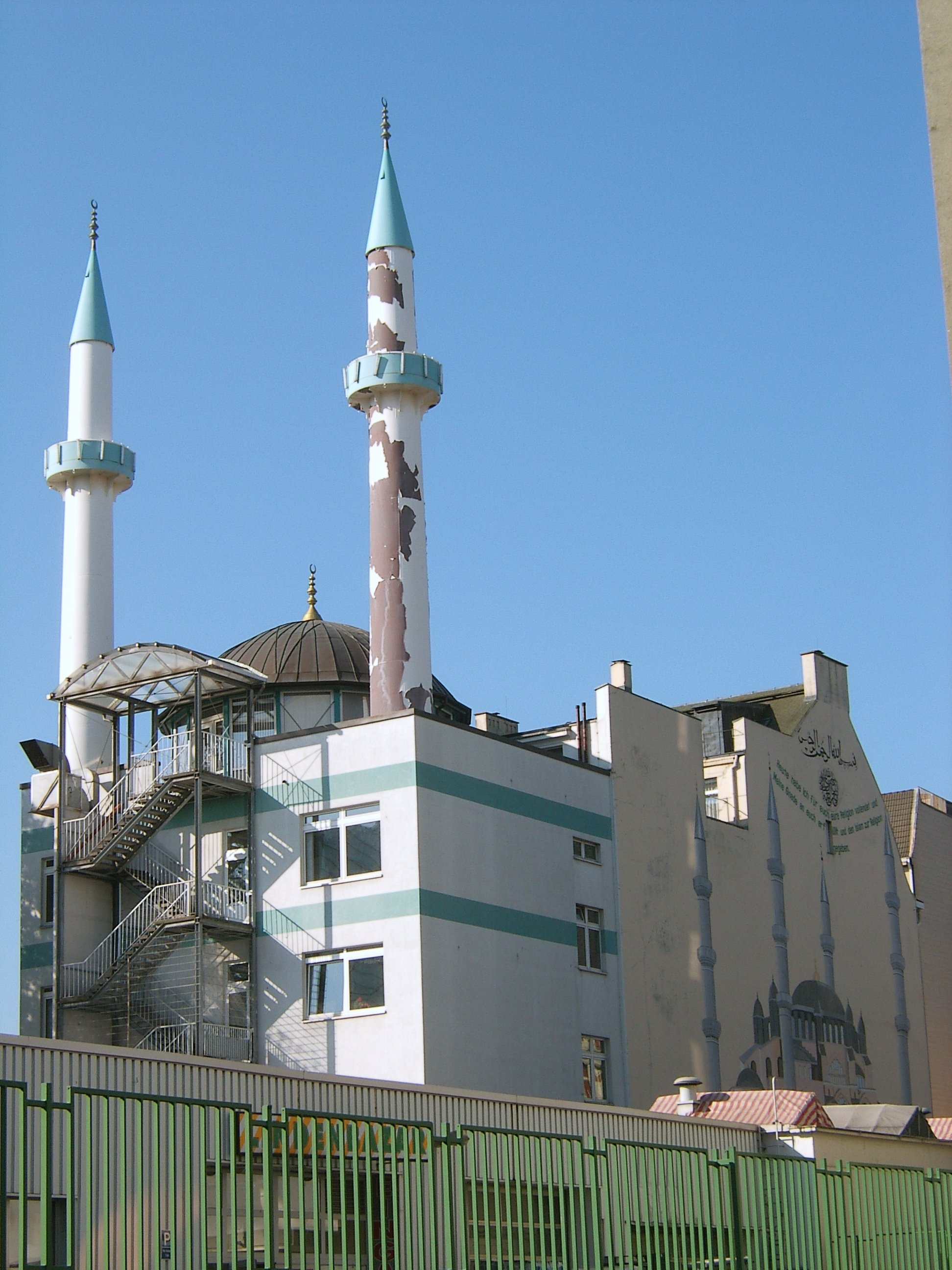
Centrum-Moschee in St. Georg

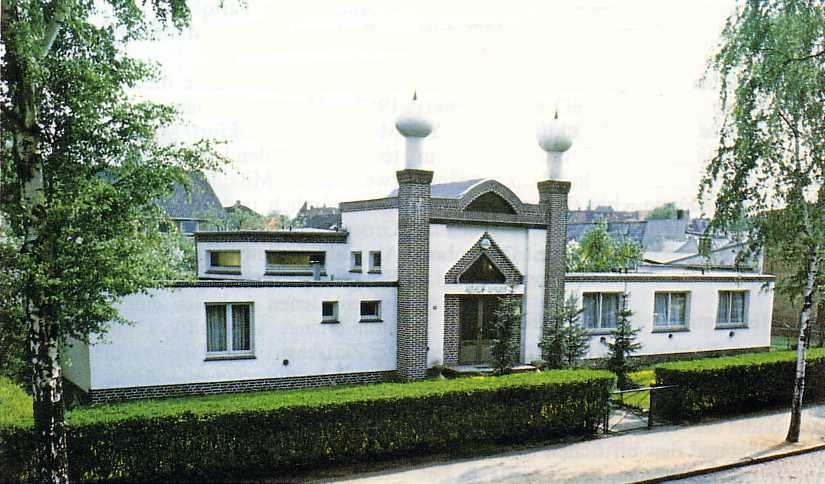
Fazle-Omar-Moschee, erste Moschee Hamburgs

Die muslimischen Gemeinden Hamburgs sind aus den ersten Generationen von Gastarbeitern entstanden. Zielgruppen sind daher zumeist Ausländer mit ähnlichem kulturellen bzw. sprachlichem Hintergrund. Nach offiziellen Angaben gibt es in der Hansestadt 66 Moscheen. Aus der Publikation „Muslimisches Leben in Deutschland“ des BAMF ergibt sich für die Mitte des Jahres 2008 eine Anzahl von rund 142.000 Muslimen in Hamburg, für den 9. Mai 2011 kommt eine Berechnung auf Grundlage der Daten des Zensus zu den Migranten auf rund 141.000 Muslime (8,3 % der Bevölkerung) und für das Jahre 2013 veröffentlichte die BASFI Hamburg die Zahl von etwa 130.000 Muslimen in der Freien und Hansestadt.

### Ahmadiyya Muslim Jamaat
Die Ahmadiyya Muslim Jamaat schickte nach dem Zweiten Weltkrieg die ersten Missionare nach Hamburg. Im Jahre 1957 eröffnete die Gemeinde die Fazle-Omar-Moschee in der Wieckstraße. Sie ist die erste Moschee Hamburgs und zugleich auch die erste Moschee in Deutschland nach dem Zweiten Weltkrieg. Außerdem hat die Gemeinde seit Mitte der 1990er die Bait-Ur-Rasheed-Moschee in der Pinneberger Straße. 2024 wurde sie nach mehrjährigem Umbau wiedereröffnet. Die ehemalige Fabrikhalle ist nun auch als Sakralbau erkennbar. Nach dem Umbau gehört die Bait-Ur-Rasheed-Moschee zu den größten Moscheen der Stadt.

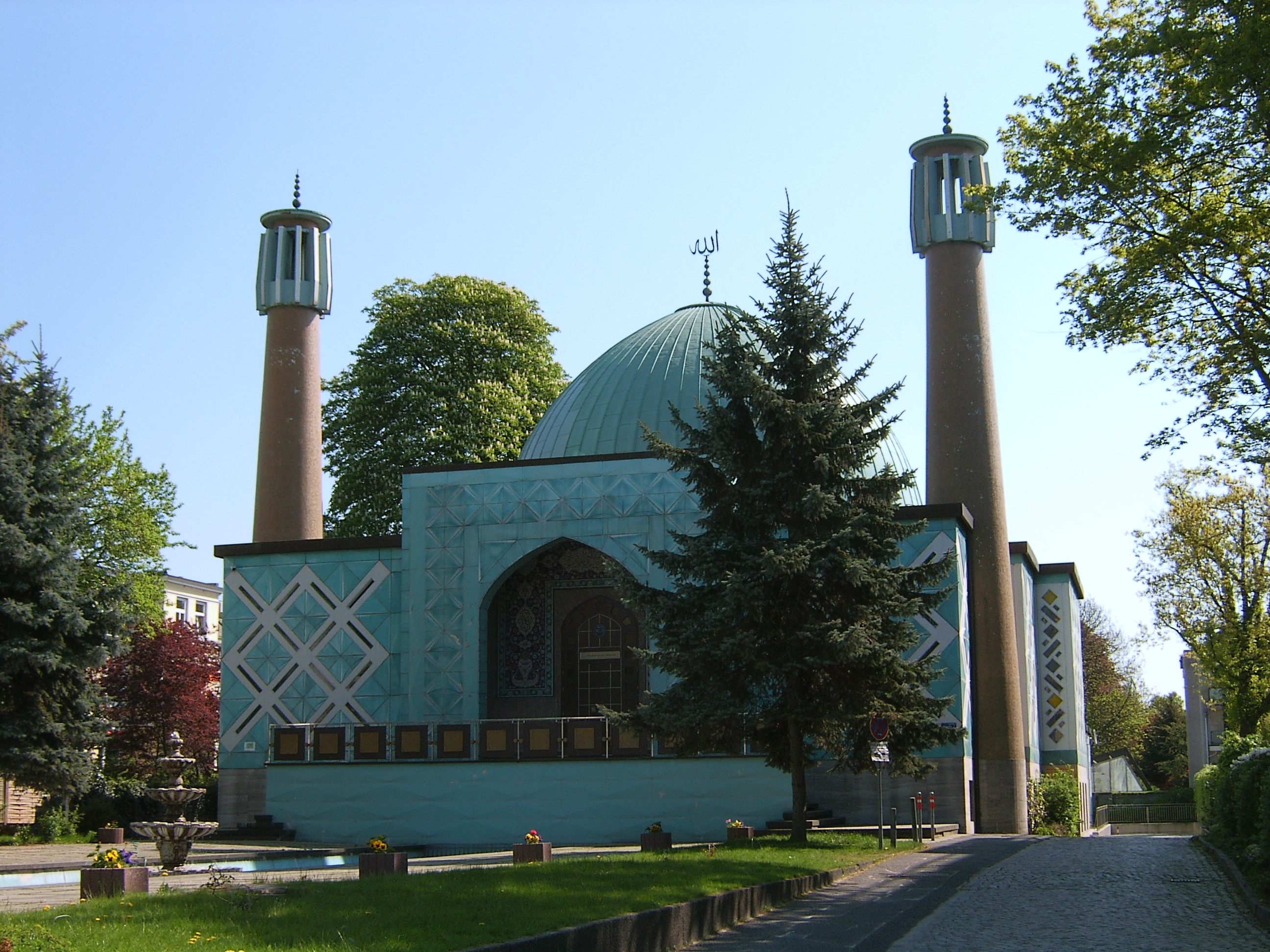
Imam-Ali-Moschee

### Schiiten
Ein wichtiger Ort iranischer kultureller und religiöser Aktivitäten in Hamburg ist das Islamische Zentrum mit der Imam-Ali-Moschee an der Außenalster (Hamburg-Uhlenhorst), die mit dem Segen und der Unterstützung der obersten Geistlichen in Qom/Iran im Jahr 1961 errichtet worden ist. Sie wurde nach der Islamischen Revolution vom iranischen Staat finanziell unterstützt. Als Geistliche werden hochrangige Theologen nach Hamburg entsandt; unter ihnen war von 1978 bis 1980 auch der spätere iranische Staatspräsident und Hodschatoleslam Seyyed Mohammad Chātami.

### Schura Hamburg / Bündnis Islamischer Gemeinden in Norddeutschland
Seit 1999 besteht mit der SCHURA – Rat der islamischen Gemeinschaften in Hamburg e. V. ein Zusammenschluss von 40 Moscheegemeinden und islamischen Vereinen in Hamburg. Mitglieder in der SCHURA sind Sunniten wie Schiiten aus verschiedenen Herkunftsländern wie Türken, Iraner, Deutsche, Araber, Bosnier, Albaner, Afghaner, Pakistaner, Indonesier, Kurden, Afrikaner u. a.
Eine starke Stellung unter den Muslimen türkischer Herkunft hat die Islamische Gemeinschaft Millî Görüş e. V. (IGMG), zu der u. a. das Bündnis der Islamischen Gemeinden in Norddeutschland und dessen Centrum-Moschee Hamburg im Stadtteil Sankt Georg gehört.
Allein in der Nähe des Steindamms lassen sich mehr als neun Moscheen finden.
Auf dem Friedhof Öjendorf wurden seit 1978 Grabanlagen für Bestattungen entsprechend den islamischen Riten angelegt. Die Bestattungsflächen sind nach Mekka ausgerichtet und es gibt spezielle Räume für rituelle Waschungen.

## Hinduismus
Seit 1996 besteht in Hamburg ein Mandir (Hindutempel) in der Billstraße im Stadtteil Rothenburgsort, der in einem umgenutzten Lagergebäude errichtet wurde. Träger ist die „Afghanische Hindu Gemeinde e. V.“. Sie hat sich aus indischstämmigen Hindus gebildet, die während der Herrschaft der Taliban Afghanistan verlassen mussten.

## Buddhismus
Erste Buddhisten in Hamburg sind für das Jahr 1906 dokumentiert. Mehrere Bürger waren Mitglied der 1903 in Leipzig von dem Indologen Karl Seidenstücker gegründeten „Buddhistischen Gesellschaft für Deutschland“. Der Arzt Hans Much, der sich unter anderem als Entdecker einer Tuberkel-Bazille und Entwickler der Spalt-Tablette einen Namen gemacht hatte, stand der Hamburger Ortsgruppe des „Bundes für buddhistisches Leben“ vor – einem Ableger der 1891 von dem Singhalesen Dharmapala in Kalkutta gegründeten „Mahābodhi-Gesellschaft“.
Zwei aktive Hamburger buddhistische Zirkel, „Buddhistischer Arbeitskreis Hamburg e. V.“ und „Deutscher Kreis zur Orientierung in der Wirklichkeit“, kamen während der NS-Zeit zum Erliegen und nahmen 1946 ihre Aktivitäten wieder auf. Im Jahre 1954 wurde die „Buddhistische Gesellschaft Hamburg e. V.“ aus diesen beiden Gruppen gegründet und als erste buddhistische Vereinigung in der Bundesrepublik Deutschland als gemeinnützig anerkannt. 1960 gründen Hamburger Buddhisten mit dem „Haus der Stille“ in Roseburg (bei Mölln) die erste ländliche Begegnungsstätte Deutschlands. Das Seminarhaus wurde in den nächsten Jahrzehnten eine wichtige Anlaufstelle für Lehrer unterschiedlichster Zweige des Buddhismus, die hier ihr Debüt auf deutschem Boden gaben. Dies beeinflusste auch die buddhistische Landschaft im nahen Hamburg.
Zen-buddhistische Kreise entstanden hier ab Mitte der 1960er Jahre – zunächst inspiriert von japanischen Meistern wie Daisetz Teitaro Suzuki oder Taisen Deshimaru Roshi. Heute sind, neben weiteren anerkannten Zen-Gruppen, auch verwandte Traditionen mit koreanischem (Seon), vietnamesischem (Thiền) und chinesischen (Chan) Hintergrund in Hamburg vertreten.
Interesse am tibetischen Buddhismus weckte unter anderem Geshe Gendün Lodrö. Er wurde 1967 als wissenschaftlicher Mitarbeiter an die Universität Hamburg entsandt und dort 1979 auf den ersten Hamburger Lehrstuhl für tibetische Kultur und Sprache berufen. Die Empfehlung kam vom Dalai Lama Tenzin Gyatso, der 1977 die Schirmherrschaft des Tibetischen Zentrums e. V. in Hamburg übernahm.
Ins Jahr 1979 fallen große Hilfsaktionen der Wochenzeitung Die Zeit und dem Hilfskomitee Ein Schiff für Vietnam (später: Cap Anamur/Deutsche Not-Ärzte e. V.). Hunderte Vietnamesen, die als Boat People gerettet wurden und nach Hamburg kamen, bildeten den Grundstein für die vietnamesische buddhistische Gemeinschaft. Heute hat die in der Pagode Bao Quang in Billbrook beheimatete Gemeinde ca. 4000 Anhänger. Als weitere ethnisch-asiatische Gemeinschaften sind unter anderem zu nennen: Der Thailändisch-Buddhistische Tempel Wat Buddhabharami im Stadtteil Tonndorf, der Thai-Buddhistische Verein Hamburg e. V. in Steilshoop/Ohlsdorf, sowie der Buddhistische Vihara Hamburg e. V., deren Mitglieder meist aus Sri Lanka stammen.
Am Numata-Zentrum der Hamburger Universität wird seit der Gründung 1914 zum Buddhismus geforscht und gelehrt. In Hamburg leben zwischen 15.000 und 20.000 praktizierende asiatisch- sowie deutschstämmige Buddhisten. Allein die Zahl der vietnamesischen Buddhisten liegt bei über 4.000, die Zahl der thailändischen Buddhisten (vorwiegend Frauen) wird auf 7.000 bis 8.000 geschätzt. Nach Berlin beheimatet Hamburg die zweitgrößte chinesische Community Deutschlands. Auch leben in Hamburg rund 2.750 Japaner.
Die ca. 60 buddhistischen Zentren und Gruppen unterschiedlicher Stilrichtungen verfolgen nicht nur ihre jeweils eigenen Aktivitäten, sondern arbeiten seit langer Zeit in verschiedenen Bereichen traditionsübergreifend eng zusammen – sei es bei den seit Jahrzehnten regelmäßig gemeinsam organisierten Vesakh-Feiern, im Rahmen der Deutschen Buddhistischen Union oder bei der Internationalen Gartenschau 2013 in Hamburg-Wilhelmsburg. Seit Mai 2017 ist ein maßgeblicher Teil der buddhistischen Organisationen in der Buddhistischen Religionsgemeinschaft Hamburg organisiert. Diese sieht sich als Ansprechpartnerin für Behörden, politische und gesellschaftliche Institutionen, sowie der Öffentlichkeit. Dabei nimmt sie eine traditionsübergreifende Position ein, die einem möglichst breiten Konsens aller Beteiligten entspricht.

## Freireligiöse Bewegung

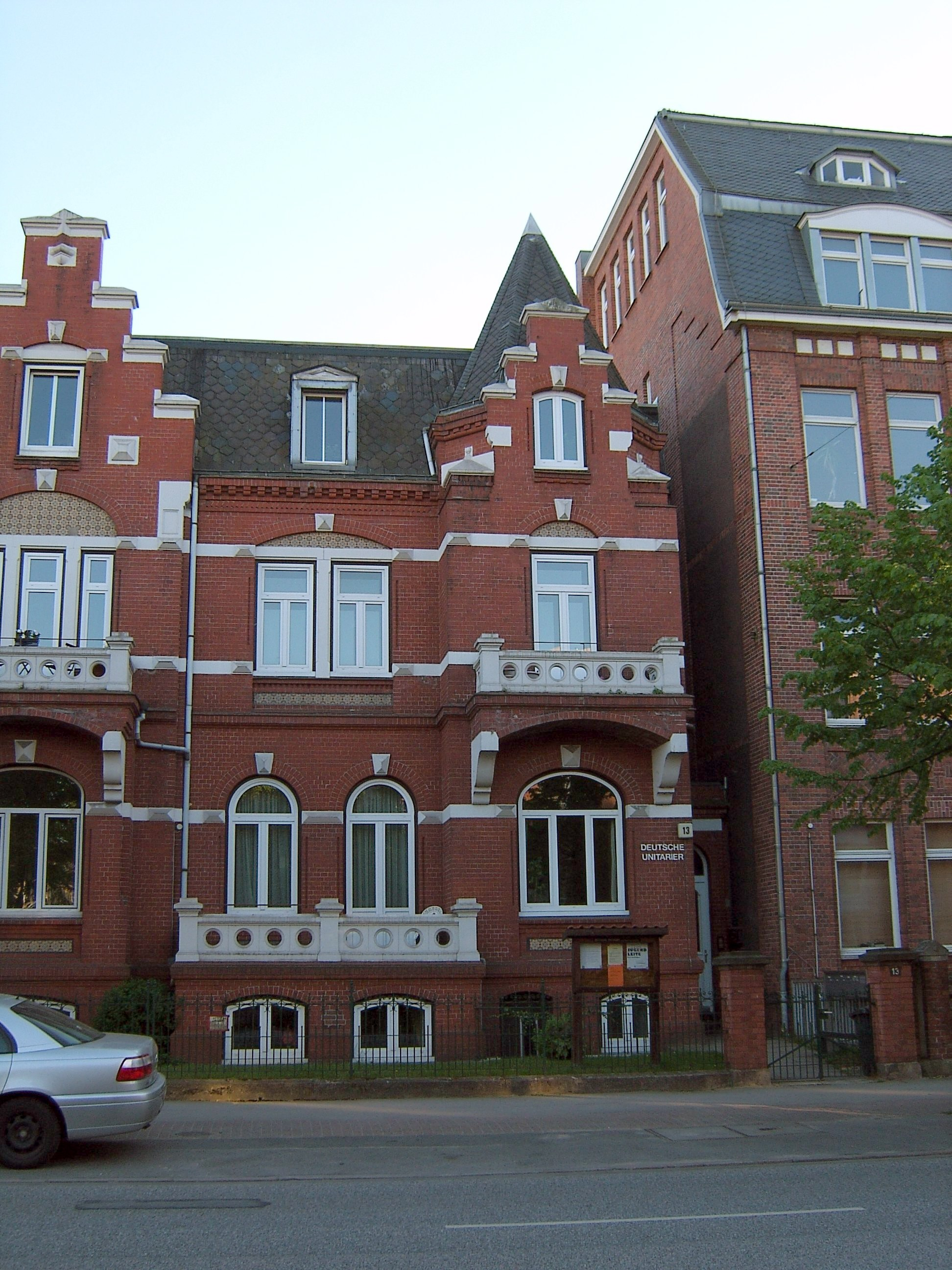
Geschäftsstelle der Unitarier

### Unitarier
Die Unitarier haben ihre Hauptgeschäftsstelle in Hamburg.

### The Satanic Temple
Als Ableger des US-amerikanischen Satanic Temples hat auch der Satanic Temple Germany eine Gefolgschaft in Hamburg. Sie besitzt keinen eigenen Tempel und trifft sich stattdessen regelmäßig in diversen Lokalitäten der Hamburger Gothic-Szene.

## Zoroastrismus
Die älteste Organisation der Zoroastrier in Deutschland ist der 1987 in Hamburg gegründete Zarathustrische Verein e. V. (persisch Anjomane Zartoshtiane Hamburg). Eine der Absichten bei seiner Gründung war es, ein Sammelbecken für aus dem Iran stammende Zoroastrier zu schaffen; die Gesamtzahl der von diesem Verein erfassten bzw. angesprochenen Personen ist nicht exakt zu benennen; rund 300 Personen haben aber ein engeres Verhältnis zu diesem Verein. Grundsätzlich steht der Verein auch nicht-zoroastrischen Iranern als Sammelpunkt für „iranische Kultur“ offen, wobei die Orientierung an nicht-islamisch iranischer Kultur sich auch in der Zusammenarbeit mit dem Iran-Museum in Reinbek bei Hamburg zeigt. In geringem Ausmaß nutzen auch Parsen Angebote des Vereins. Sowohl die Leitung als auch die Ausrichtung des Vereins orientiert sich dabei am iranischen Zoroastrismus, d. h. man feiert Jamshedi Nowruz (21. März) als Neujahrsfest, während die Mehrheit der Parsen in Indien – durch Kalenderreformen und Misskalkulationen von Schaltjahren im Laufe der Geschichte – das Neujahrsfest erst im August bzw. September feiert. Ein weiteres zentrales Fest, das alljährlich vom Zarathustrischen Verein ausgerichtet wird, ist der Geburtstag Zarathustras. Auch andere zoroastrische Feste wie Tiragan oder Mehragan orientieren sich am iranischen Festkalender. Weitere Vereinsaktivitäten betreffen Vortragstätigkeiten, so u. a. in Hamburg, Düsseldorf, Köln und Berlin. Im Unterschied zum Iran hat der Zarathustrische Verein keinen fest angestellten Priester, der regelmäßig Rituale oder religiöse Versammlungen in einem „Kultraum“ durchführen könnte. Lediglich zu manchen Anlässen können zoroastrische Priester, entweder aus dem Iran oder aus Großbritannien bzw. Schweden, nach Hamburg eingeladen werden, um religiöse Feiern rituell durchzuführen.

## Scientology

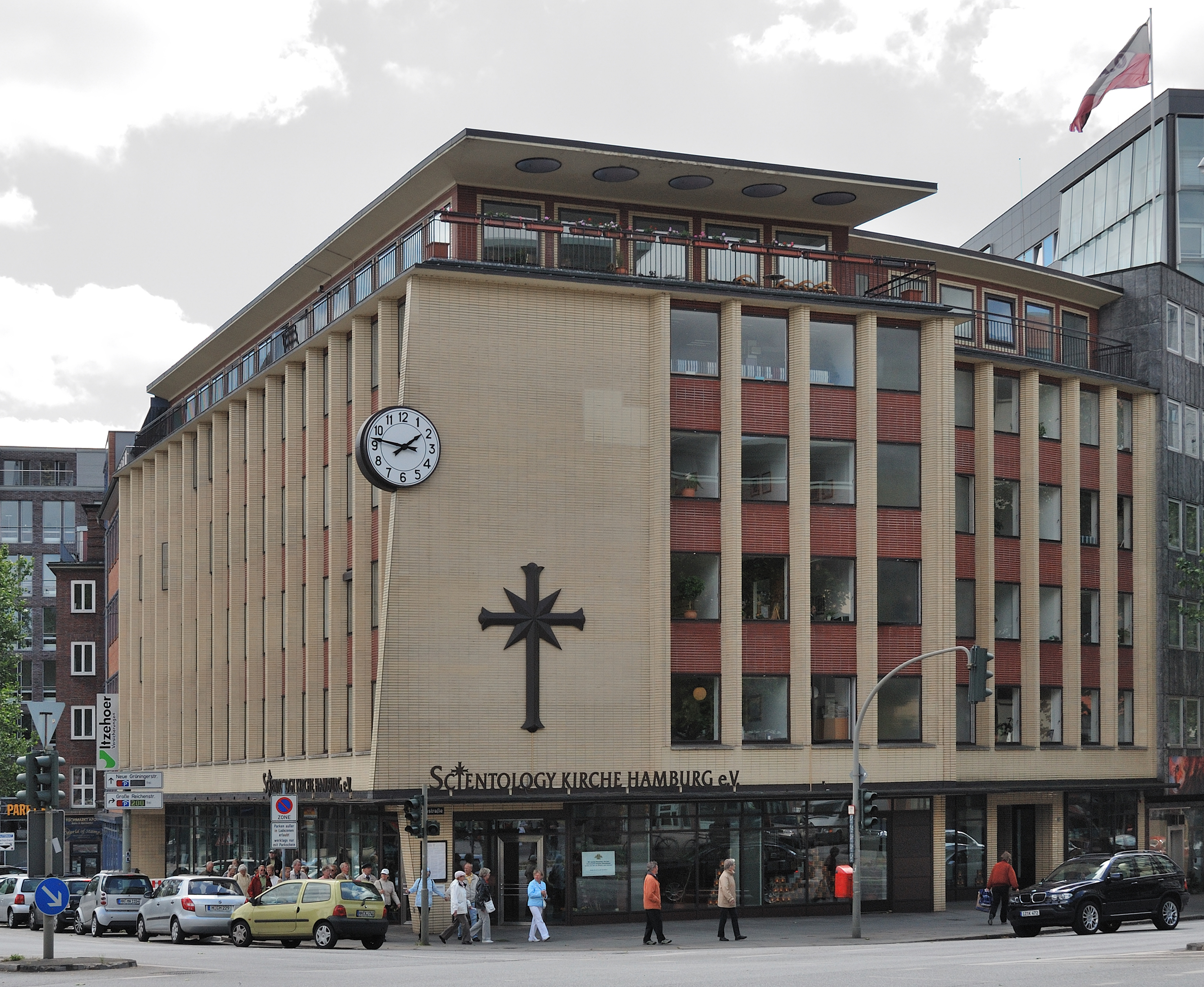
Gebäude von Scientology an der Ecke Domstraße/ Alter Fischmarkt

Hamburg hat – nach Aussage der Scientology Church – eine besondere Bedeutung für deutsche Scientologen. Ende der 1960er Jahre kamen die ersten Anhänger der Scientology Church nach Deutschland zurück, die ihre Ausbildung in fortgeschrittenen Scientology-Studien im damaligen Weltzentrum der Organisation in Saint Hill, England, abgeschlossen hatten. Sie bezogen zunächst einige Büroräume in der Poststraße in der Hamburger Innenstadt. Bald mieteten sie ein Bürogebäude am Steindamm in St. Georg.
Im Jahre 1999 verlegte die Organisation ihren Hamburger Sitz in ein größeres Gebäude der Innenstadt, unweit des Rathauses und der Hauptkirche St. Petri. Das fünfstöckige Haus hat über 3000 Quadratmeter. Unter den zahlreichen Räumen des Gebäudes befinden sich allein dreißig, die für die spezielle, „Auditing“ genannte, zentrale Praxis der Gemeinschaft eingerichtet wurden.
Seit 2012 befindet sich auch eine unabhängige Scientology Mission in Hamburg.

## Religionszugehörigkeit 1880 und 2020
Von der Bevölkerung waren 1880:
- Evangelische 92,5 %,
- Katholische 2,7 %,
- Israeliten 3,5 %,
- 1,3 % Bekenner anderer Religionen oder ohne Religionsbekenntnis.

Nach der Statistik der EKD waren Ende 2020
- 23,6 % der Hamburger Bevölkerung evangelisch und
- 9,4 % katholisch.
- 66,9 % haben ein anderes oder kein religiöses Bekenntnis.